# Sortilegio
Sortilegio är en mexikansk "telenovela" (TV-såpa) som sändes i 90 avsnitt åren 2009-2010. Den regisserades av Mónica Miguel.

## Handling
Historien börjar med Victoria och Samuel som får tvillingarna Bruno and Raquel. Samuel avlider, men säger åt Victoria att bli tillsammans med Antonio, som har sonen Alejandro. Victoria och Antonio uppfostrar barnen som syskon, men Bruno ogillar Alejandro. Alejandro är ansvarsfull medan Bruno är oansvarig. Antonio omkommer i en olycka och efterlämnar sitt arv till Alejandro, vilket gör att Bruno blir galet avundsjuk. Han beslutar sig för att göra sig av med Alejandro. Han anlitar en chaufför som prejar Alejandro av vägen, och alla tror att han avlidit.
Alejandro har haft telefon- och internetkontakt med en kvinna vid namn Maria Jose, men inte träffat henne. Bruno utger sig för att vara Alejandro och gifter sig med henne. Men Alejandro kommer tillbaka, men han har minnesförlust. När Alejandro upptäcker att Maria Jose är gravid inser han att han älskar henne. Det är många olika intriger där Bruno försöker lura Alejandro och Maria Jose, bland annat orsakar han ytterligare en minnesförlust, denna gång är det Maria Jose som förlorar minnet.

## Rollista
- Jacqueline Bracamontes som Maria Jose Samaniego/Sandra Miranda Betancourt, kvinnlig protagonist
- William Levy som Alejandro Lombardo, manlig protagonist
- David Zepeda som Bruno Albeniz, manlig antagonist,
- Julián Gil som Ulises Villaseñor
- Ana Brenda Contreras som Maura Albarran
- Daniela Luján som Lisette Albarran
- Daniela Romo som Victoria Albeniz,
- Gabriel Soto som Fernando Alanis
- Wendy Gonzalez som Paula Samaniego
- Chantal Andere som Raquel Albeniz,
- Marcelo Córdoba som Roberto Castelar
- Héctor Sáez som Pedro Samaniego